# Focke-Wulf Peterle
Die Focke-Wulf Peterle war ein Projekt von Focke-Wulf aus dem Jahr 1944 für ein Turboprop-Kampfflugzeug.

## Entwurf
Der Entwurf der Peterle (bekannt in Unternehmensdokumenten als Einmotoriges Jagdflugzeug mit PTL-Gerät 021) basierte auf dem früheren Flitzer-Strahljäger des Unternehmens, hatte aber einen Turbopropantrieb Daimler-Benz DB 109-021. Obwohl die errechnete Leistung im Vergleich zum Flitzer besser war, gab es Bedenken, dass die umgekehrten Schwanzflächen bei hoher Geschwindigkeit Probleme verursachen würden und die Peterle die Entwurfsphase nicht überschritt. Ein konventionellerer Peterle-Entwurf (Zeichnungsnummer 0310 226-127) wurde auch mit einem Lufteinlass unter dem von der Turboprop gespeisten Schwanzleerung ausgearbeitet.
Einige Quellen sagen, dass die Peterle als „Fw 281“ bezeichnet wurde, aber es gibt keine Beweise aus RLM-Dokumenten, dass sie als solche bezeichnet wurde. „Fw 281“ ist wahrscheinlich aus der Baubeschreibungsnummer 281 für die Peterle-Studie abgeleitet.